# Suzuki Wagon R
Der Suzuki Wagon R ist ein seit 1993 gebautes Kei-Car des japanischen Automobil- und Motorradherstellers Suzuki. Modelle, die für den Export vorgesehen waren, erfüllten nicht die Anforderungen an Kei-Cars und wurden bis 2006 als Suzuki Wagon R+ vermarktet. In allen Generationen wurden Wagon R gegen Aufpreis auch mit Allradantrieb ausgestattet. Mazda bietet in Japan baugleiche Modelle zum Wagon R an.

## CT21S/CT51S/CV21S/CV51S (1993–1998)
Auf Basis des Suzuki Cervo Mode präsentierte Suzuki im September 1993 die erste Generation des Wagon R. Den Antrieb übernahm das Fahrzeug aus dem japanischen Suzuki Alto. Bis 1996 hatte das Fahrzeug auf der Fahrerseite nur eine Türe, während auf der Beifahrerseite eine weitere Türe auch für die Fondpassagiere zur Verfügung stand. Der Wagon R hat vier Sitzplätze. Im Februar 1997 präsentierte Suzuki den Wagon R Wide, der die Voraussetzungen an Kei-Cars nicht mehr erfüllte.
Zunächst wurde die Baureihe auch von Autozam als Autozam AZ-Wagon angeboten. Nach der Einstellung der Marke erfolgte der Verkauf als Mazda AZ-Wagon.

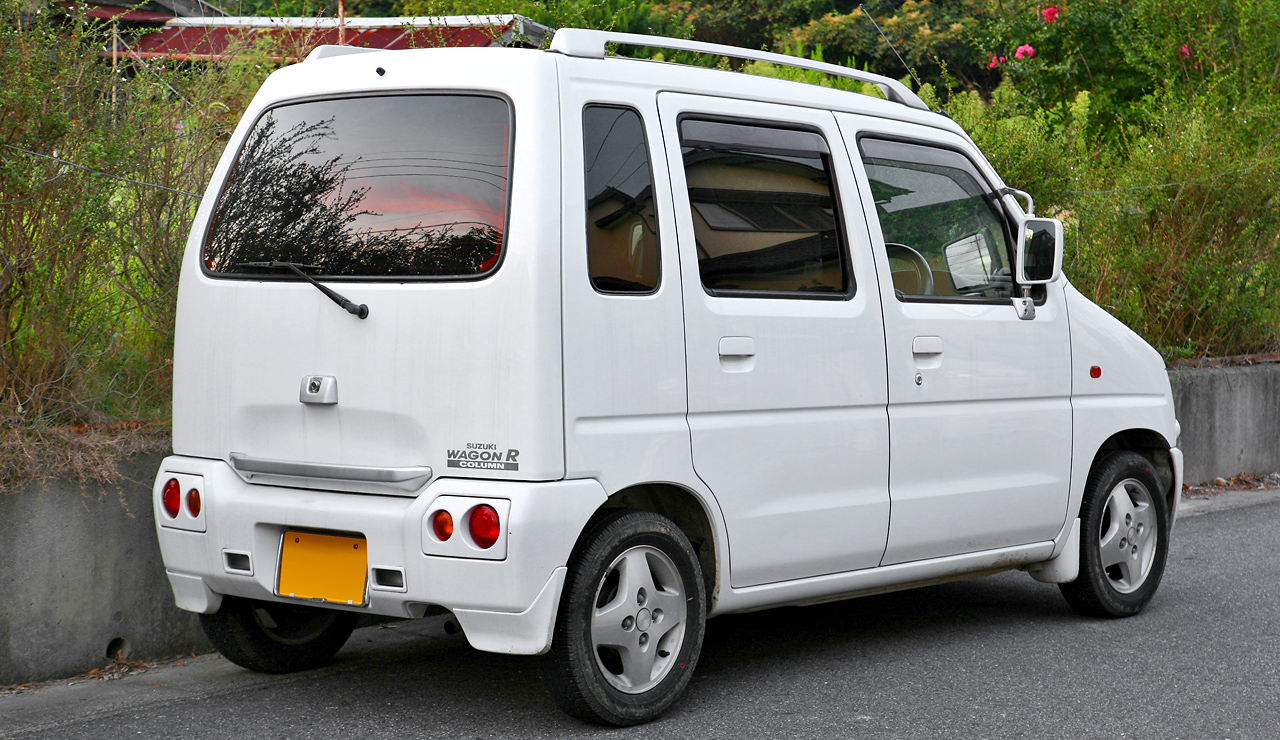
Heckansicht
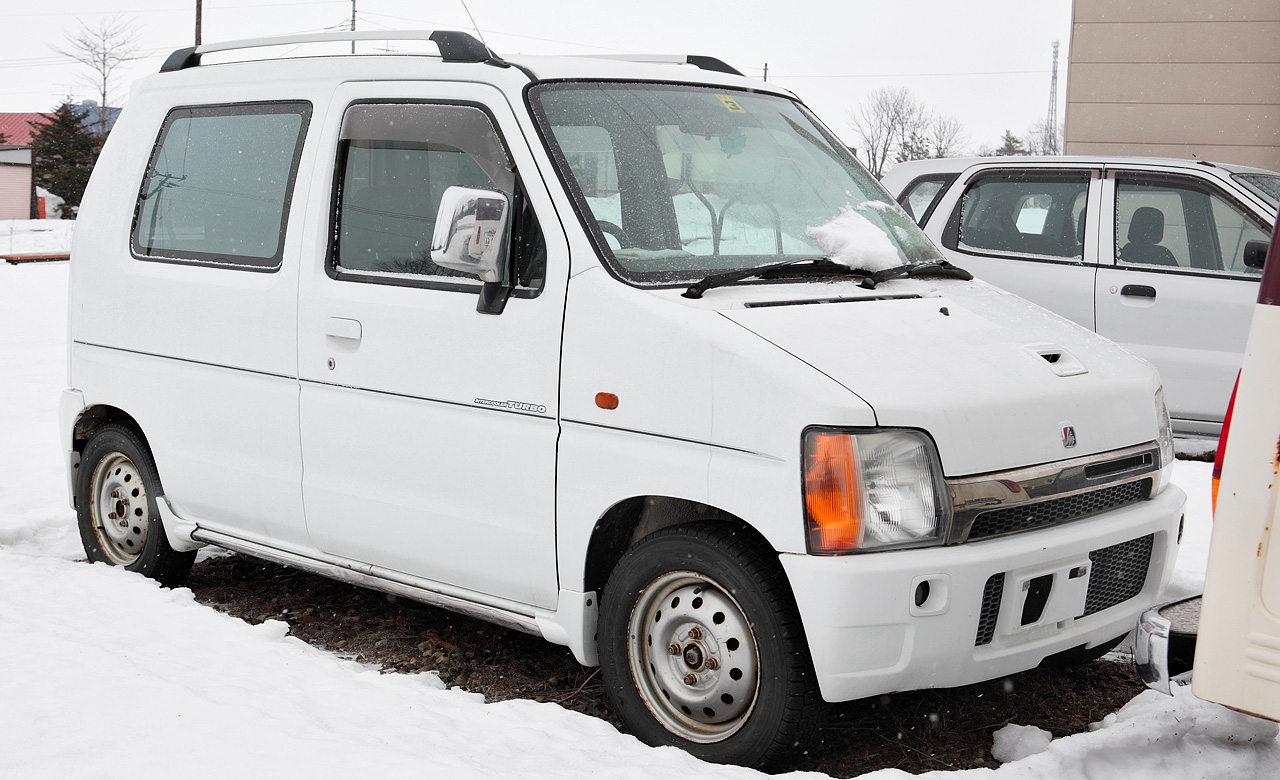
Autozam AZ-Wagon
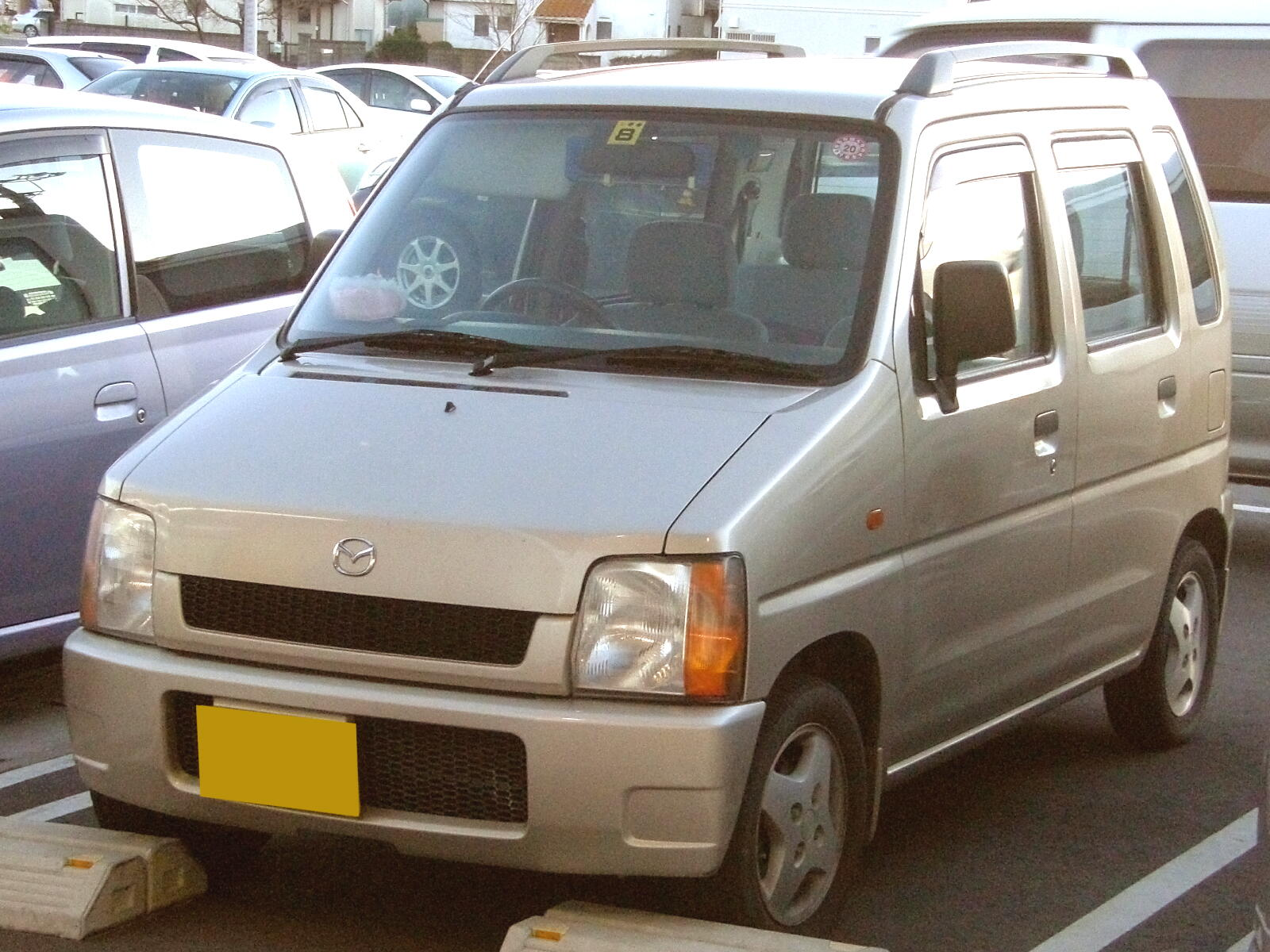
Mazda AZ-Wagon

## MC21S/MC11S/MC22S/MC12S (1998–2003)
Da Kei-Cars ab 1998 etwas länger und breiter sein durften, wurde die zweite Generation des Wagon R größer. Sie kam im Oktober 1998 in Japan in den Handel. 1999 erfolgte auch ein Modellwechsel beim Wagon R+. Da General Motors mit Suzuki kooperierte, wurde ein baugleiches Fahrzeug ab 2000 von Opel als Opel Agila angeboten.

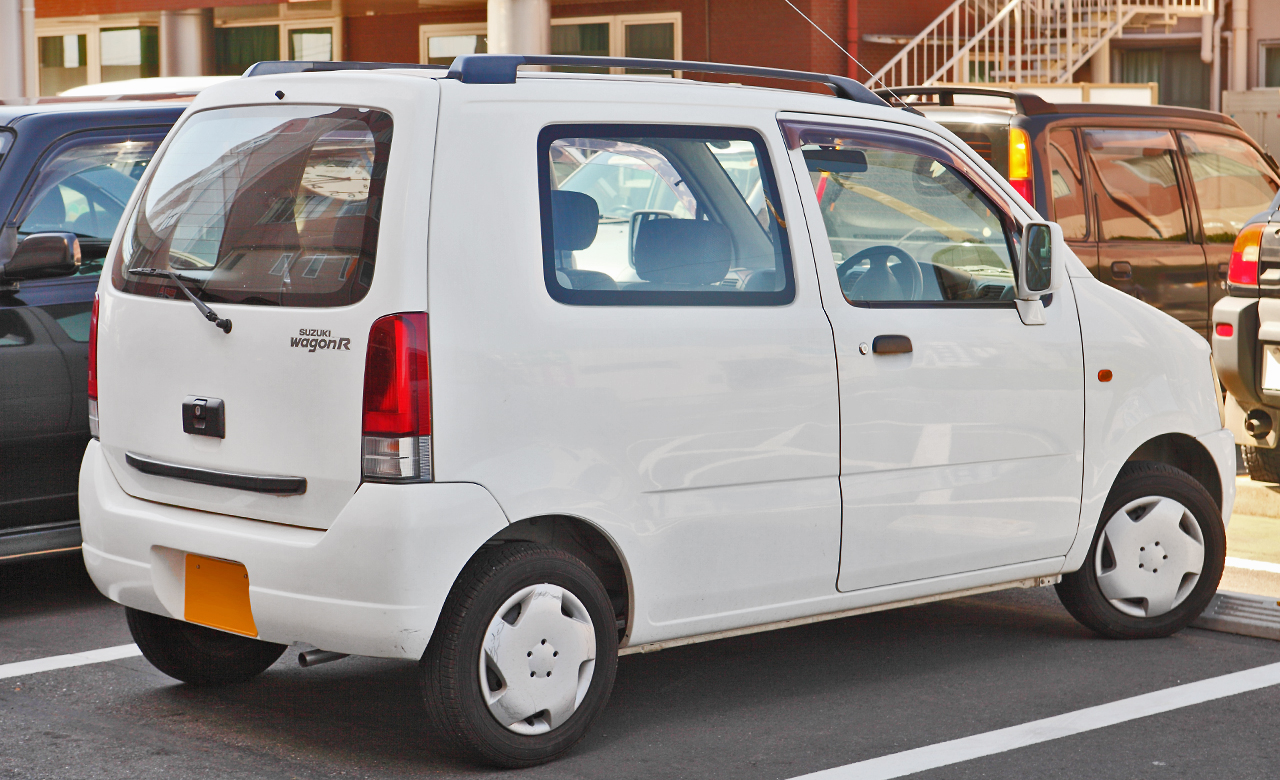
Heckansicht
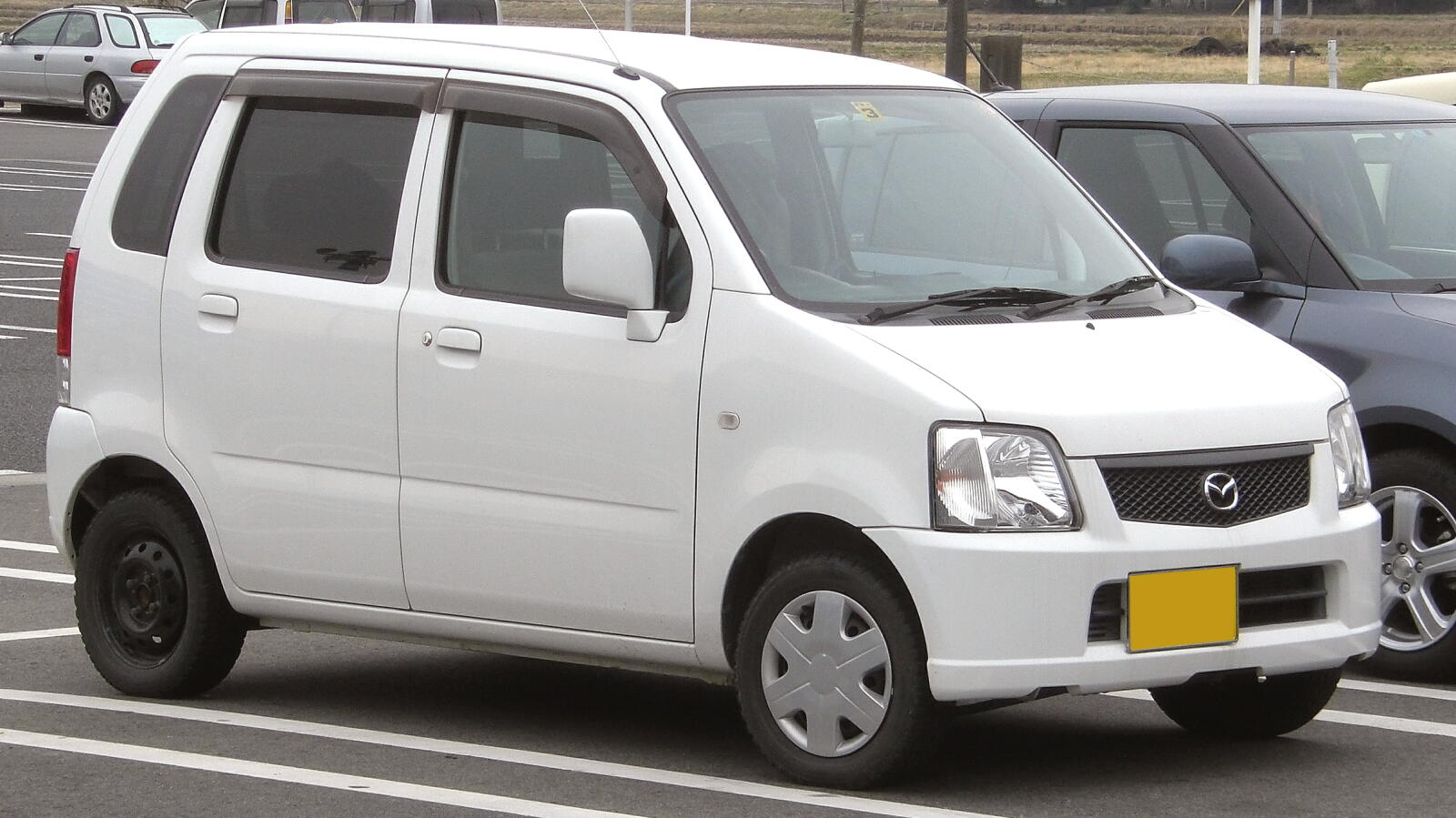
Mazda AZ-Wagon

## MH21S/MH22S (2003–2008)
Die dritte Generation der Baureihe kam im September 2003 in den Handel. Die Abmessungen veränderten sich fast nicht. 2007 kam mit dem Stingray noch eine sportlicher gestaltete Version auf den Markt.

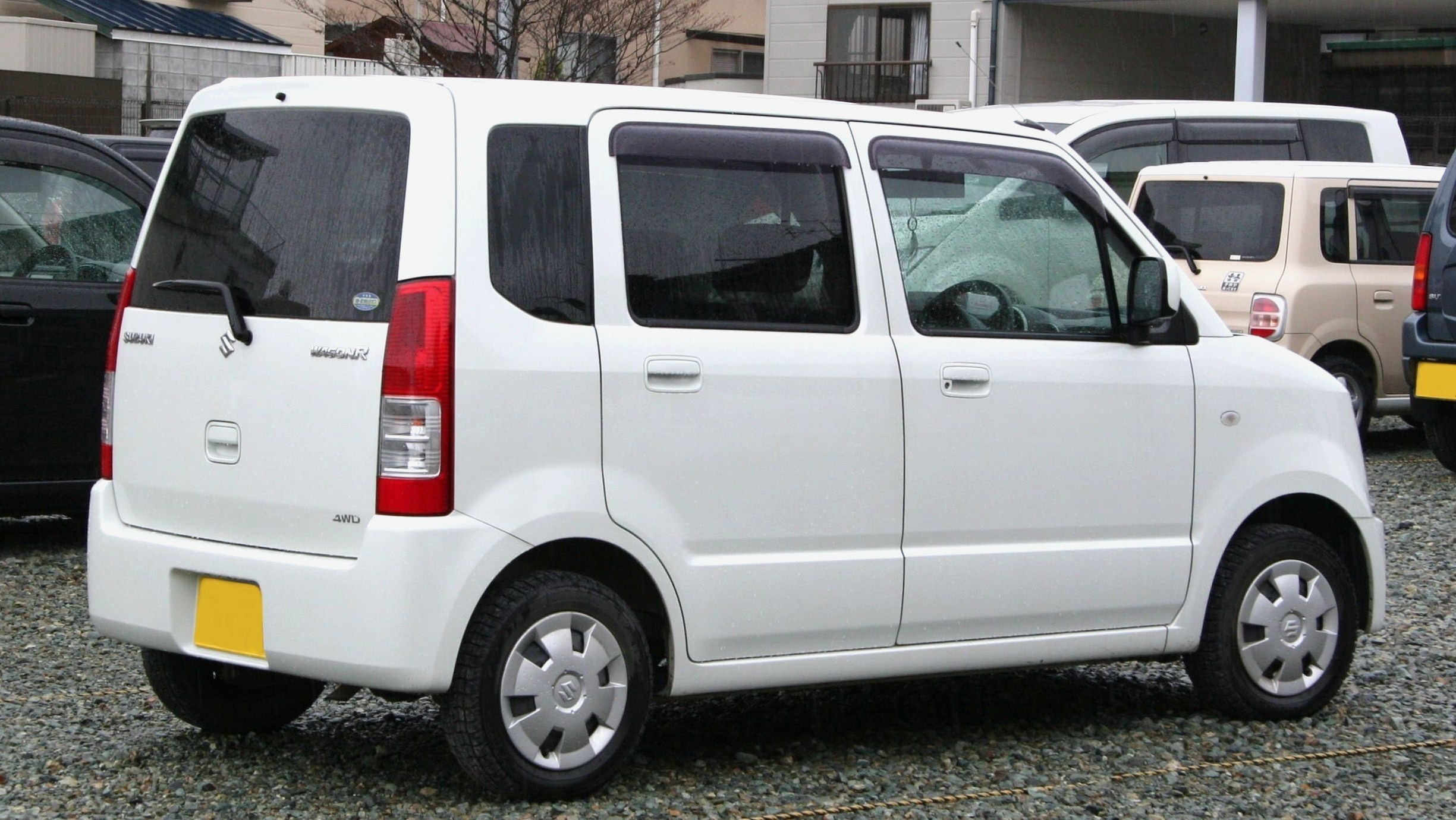
Heckansicht
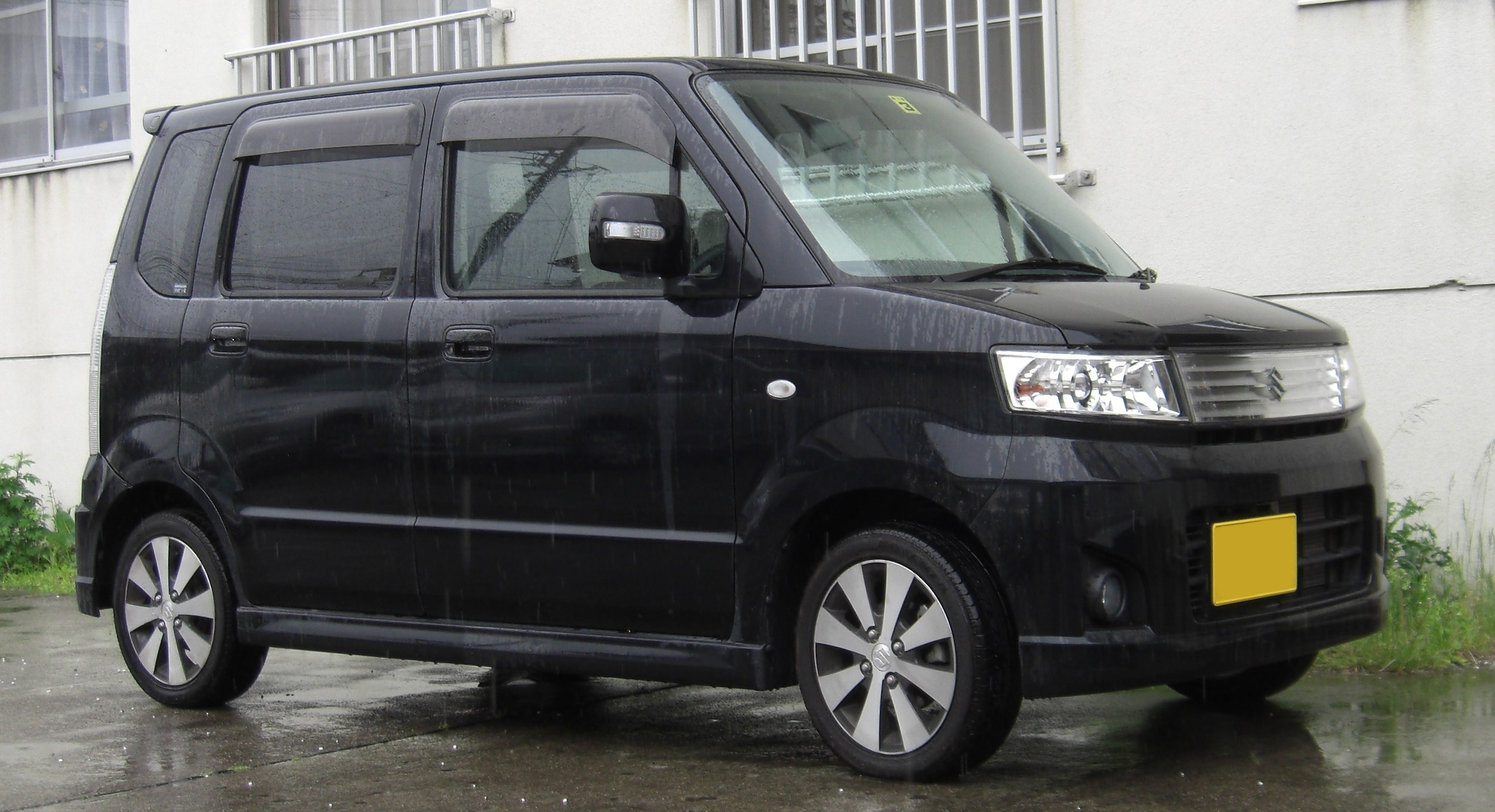
Suzuki Wagon R Stingray
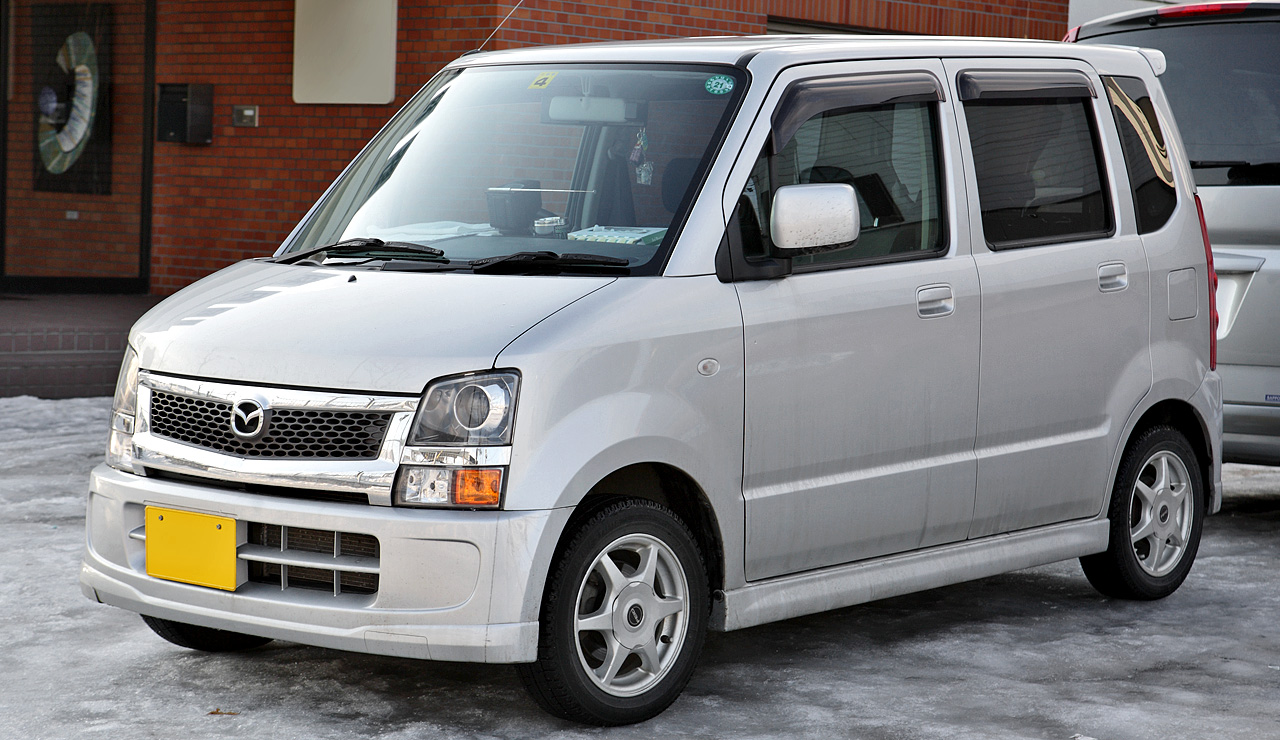
Mazda AZ-Wagon

## MH23S (2008–2012)
Ein neuer Wagon R kam im September 2008 in Japan auf den Markt.

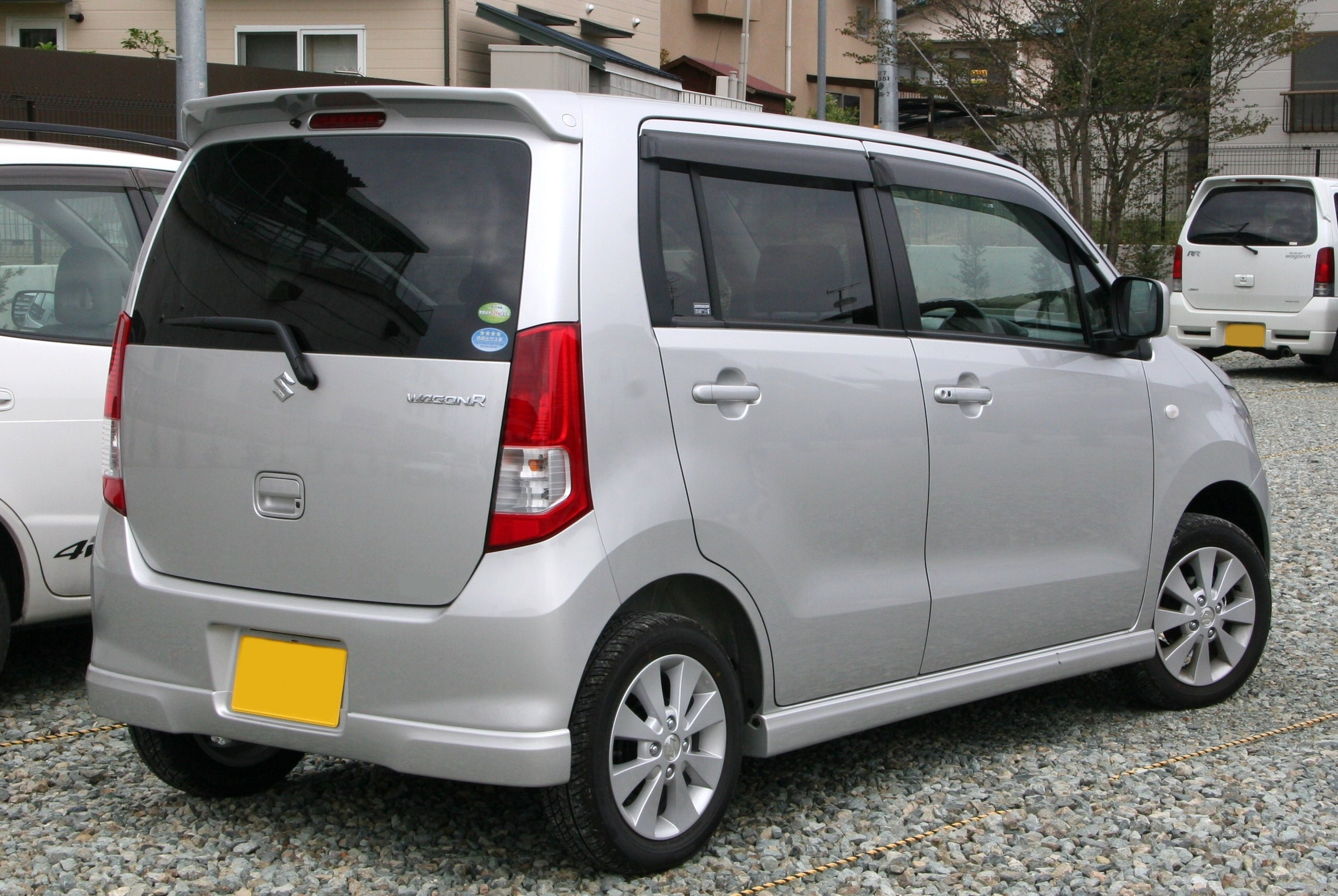
Heckansicht
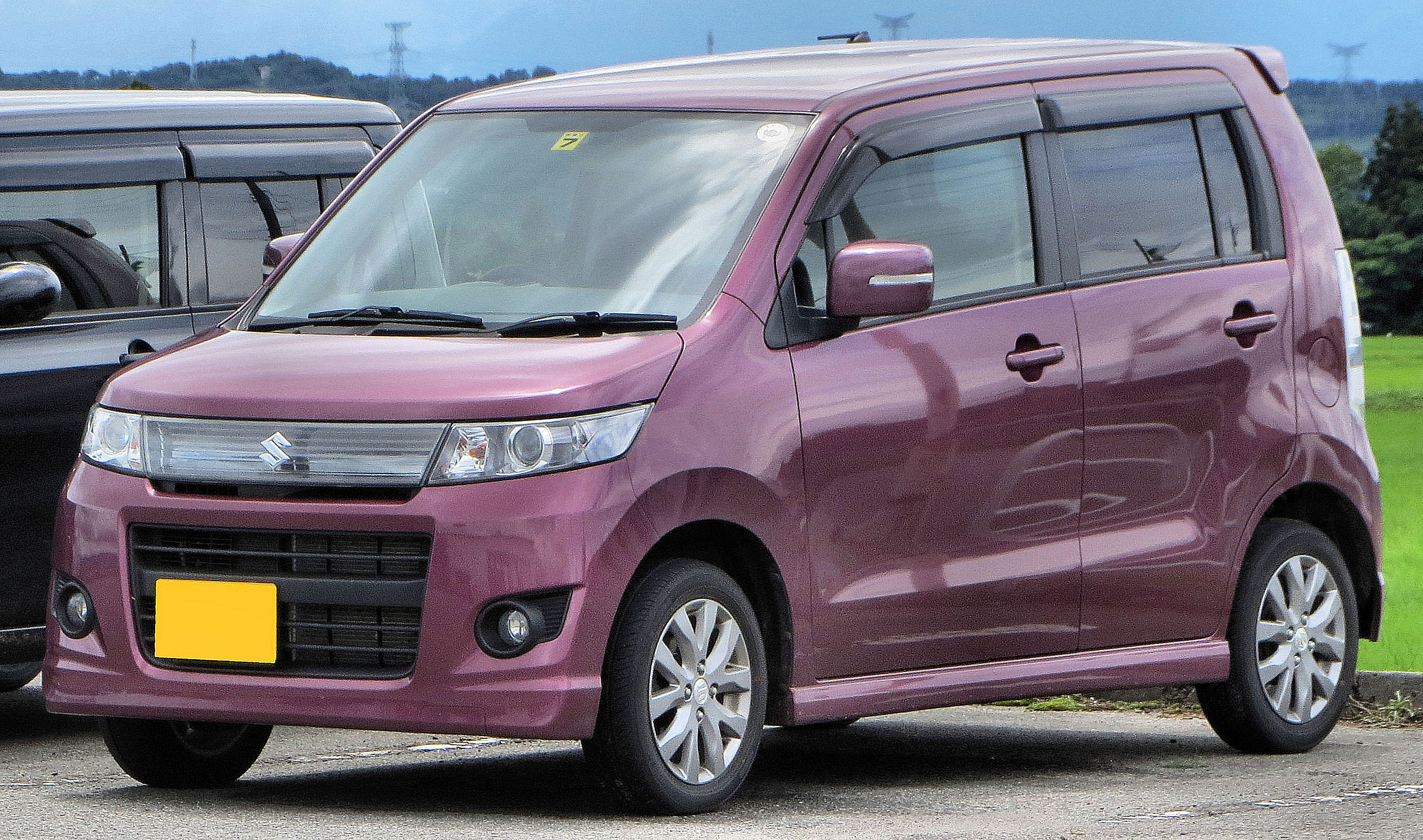
Suzuki Wagon R Stingray
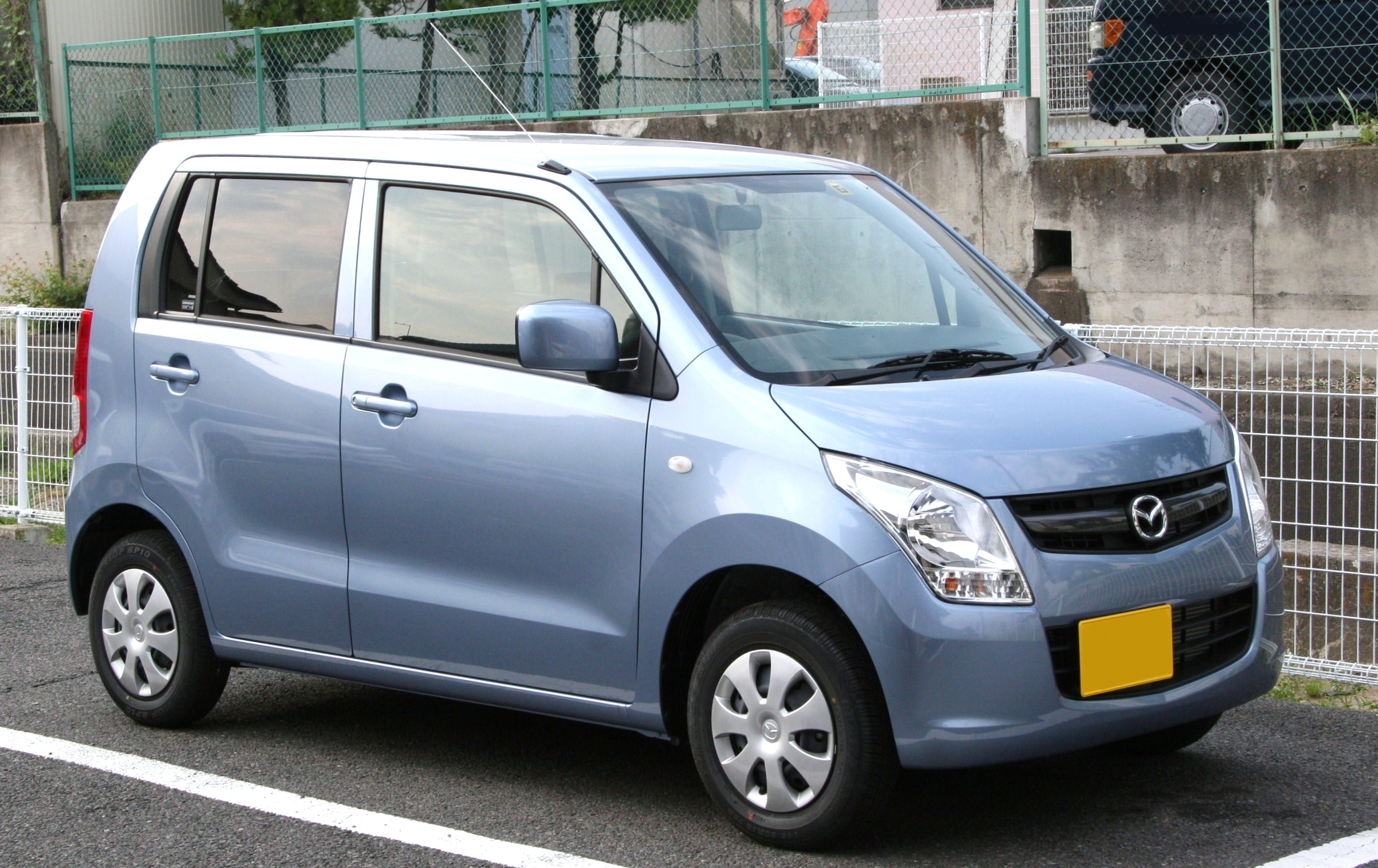
Mazda AZ-Wagon

## MH34S/MH44S (2012–2017)
Die Markteinführung der fünften Generation des Wagon R erfolgte im September 2012. Erstmals war die Baureihe gegen Aufpreis auch als Mildhybrid erhältlich. Dennoch ist der Wagen rund 70 kg leichter als das Vorgängermodell. Das Modell von Mazda wird fortan als Mazda Flair vermarktet.

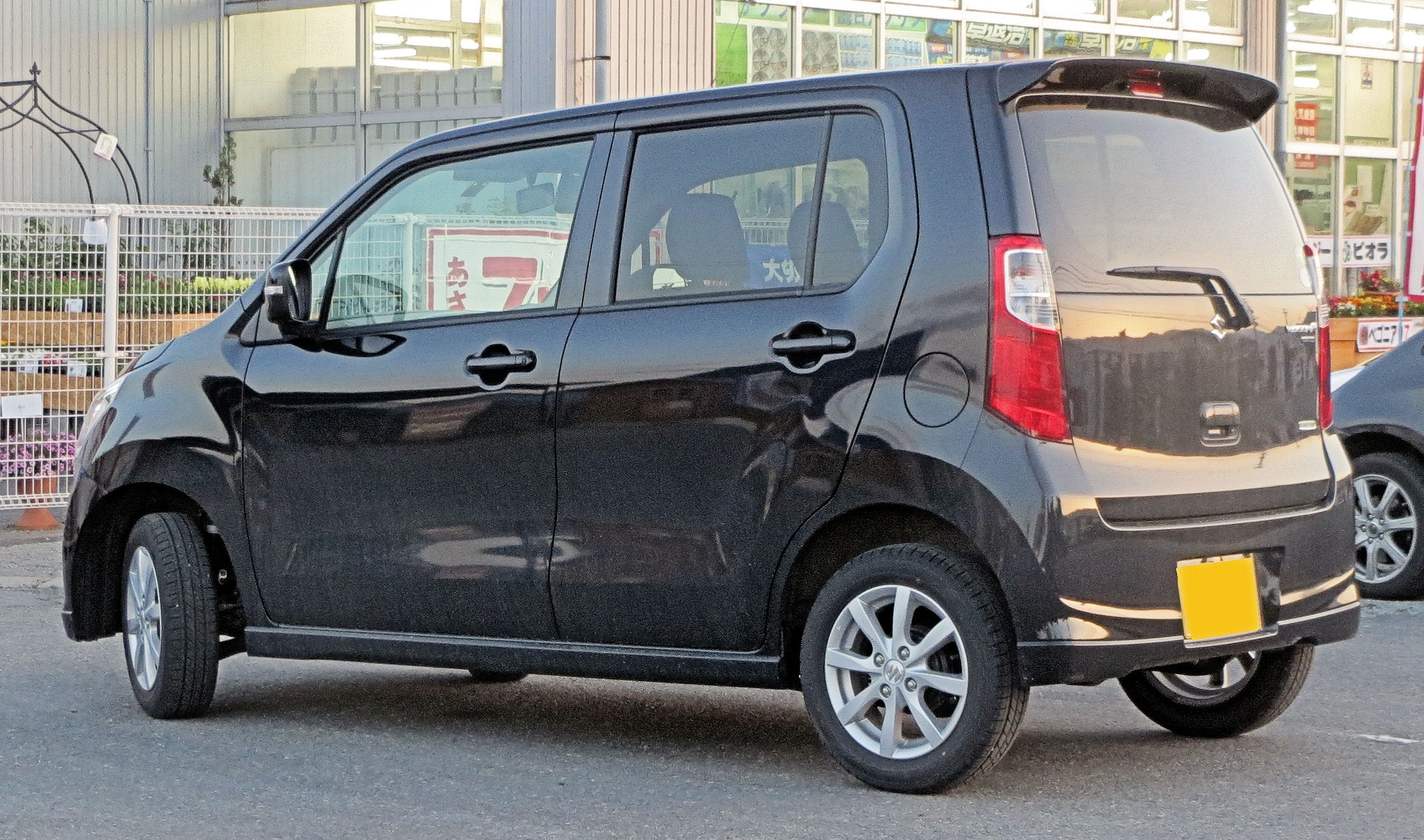
Heckansicht
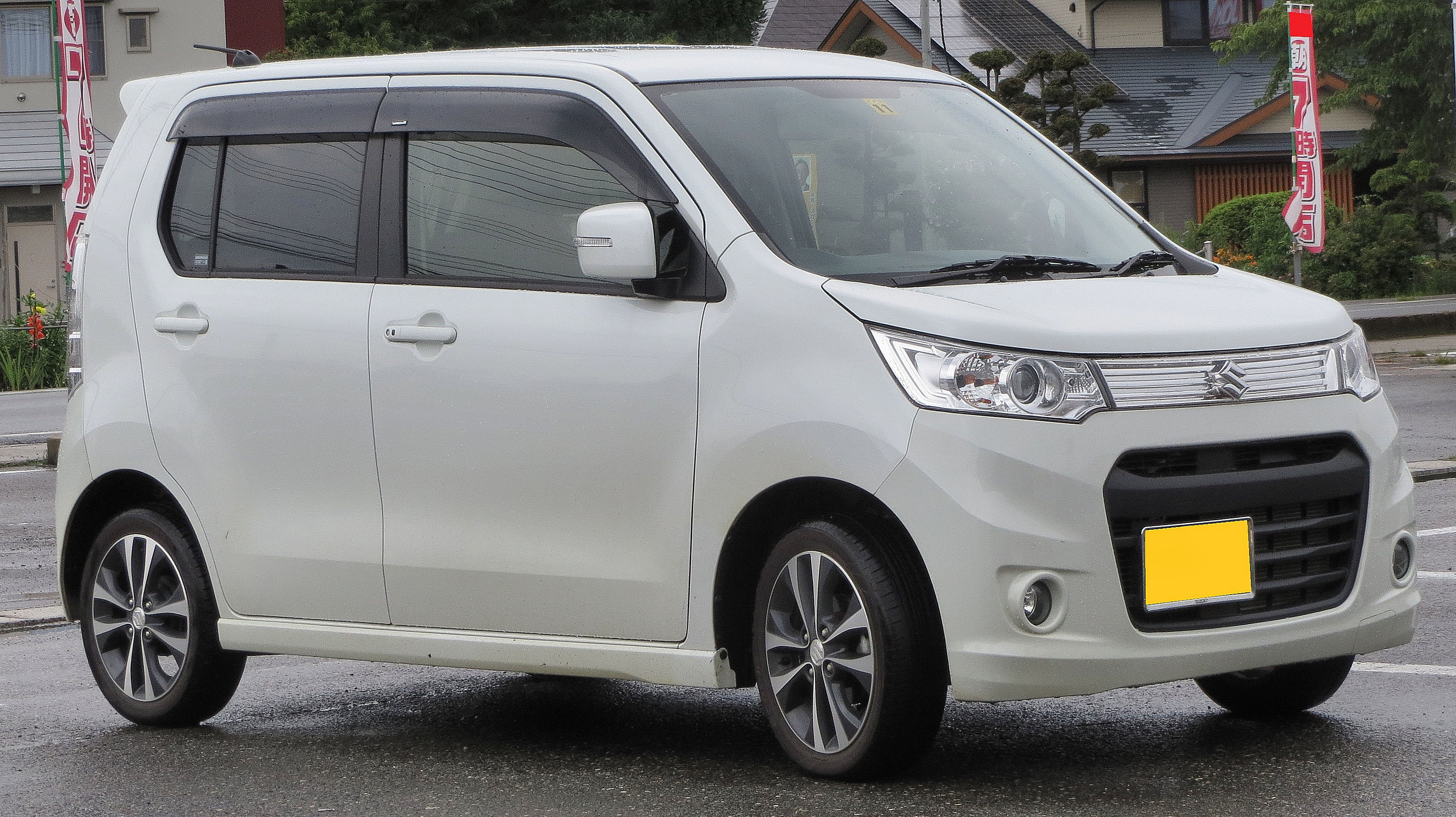
Suzuki Wagon R Stingray
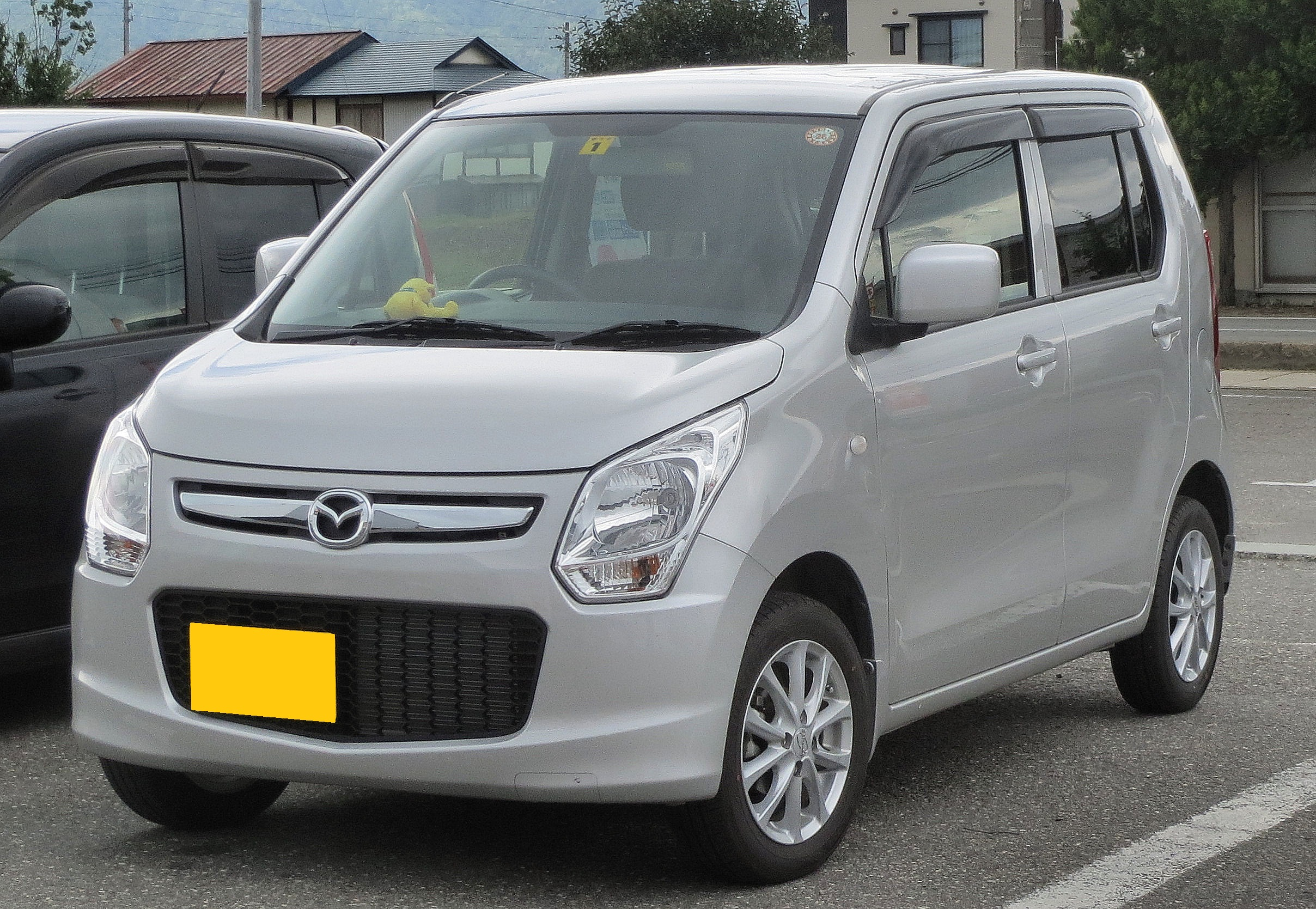
Mazda Flair

## MH35S/MH55S (seit 2017)
Im Februar 2017 kam die sechste Generation der Baureihe in Japan in den Handel. Auch sie ist wieder als sportlicherer Stingray und mit Mildhybrid erhältlich.

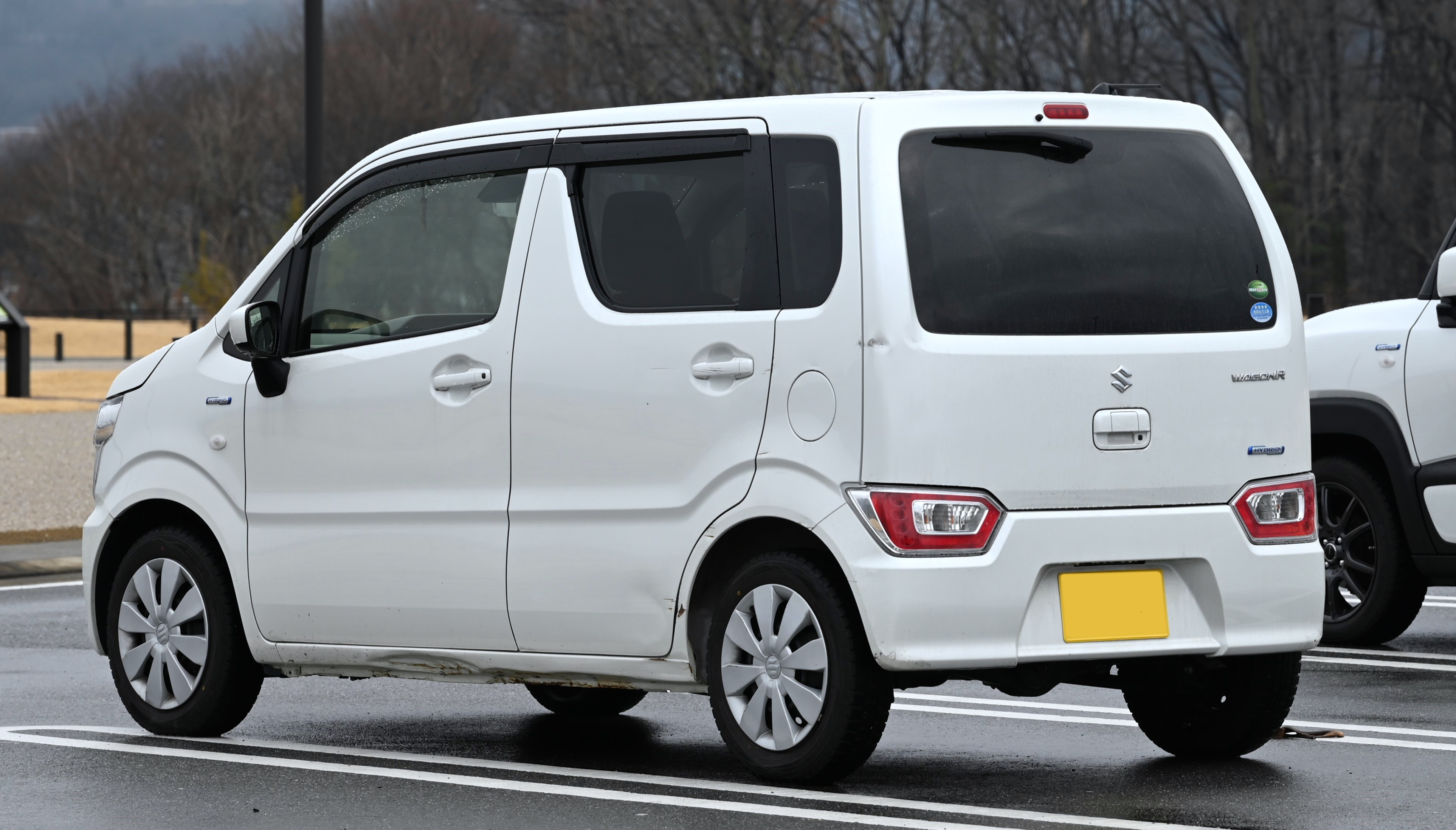
Heckansicht
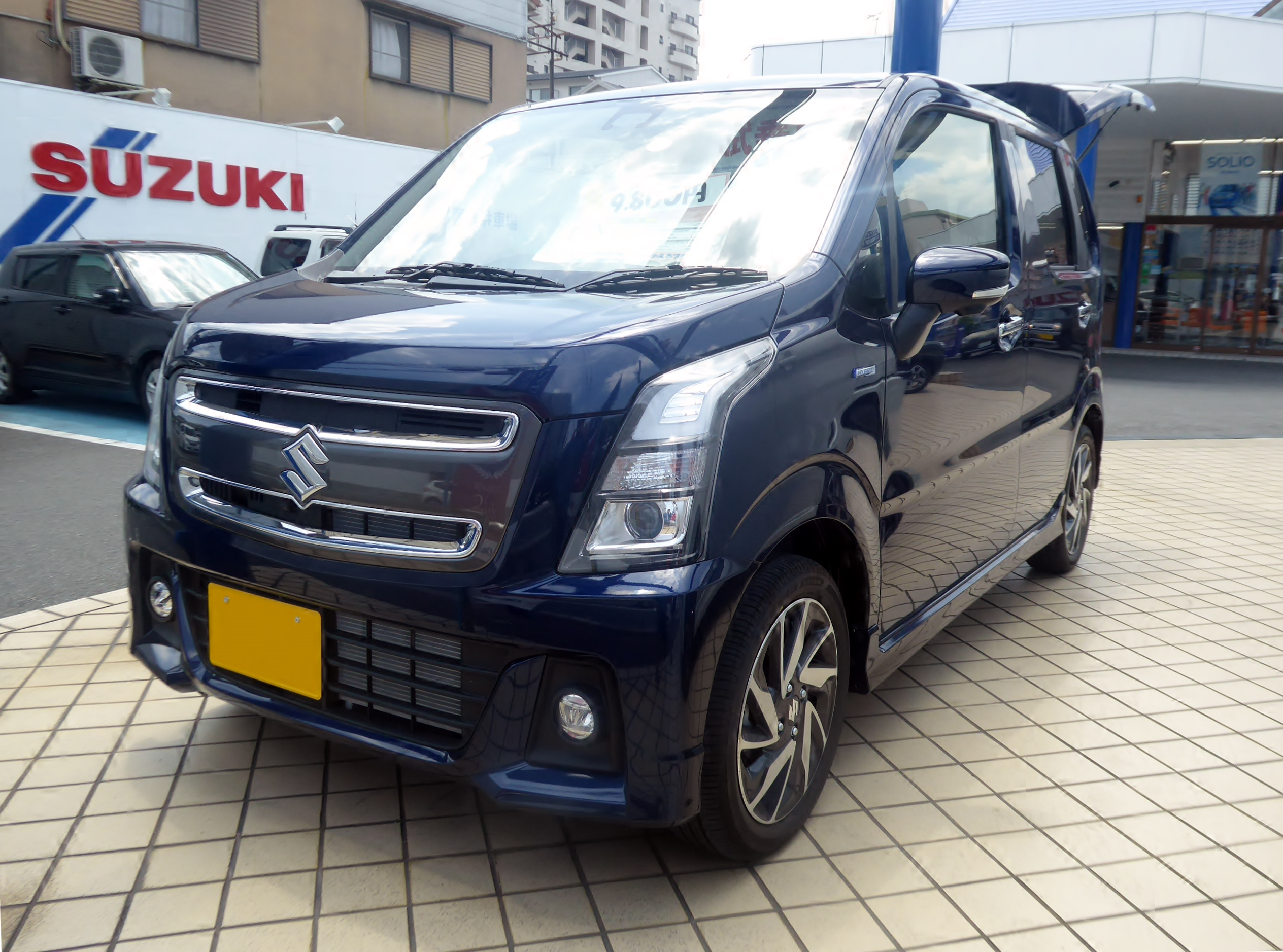
Suzuki Wagon R Stingray
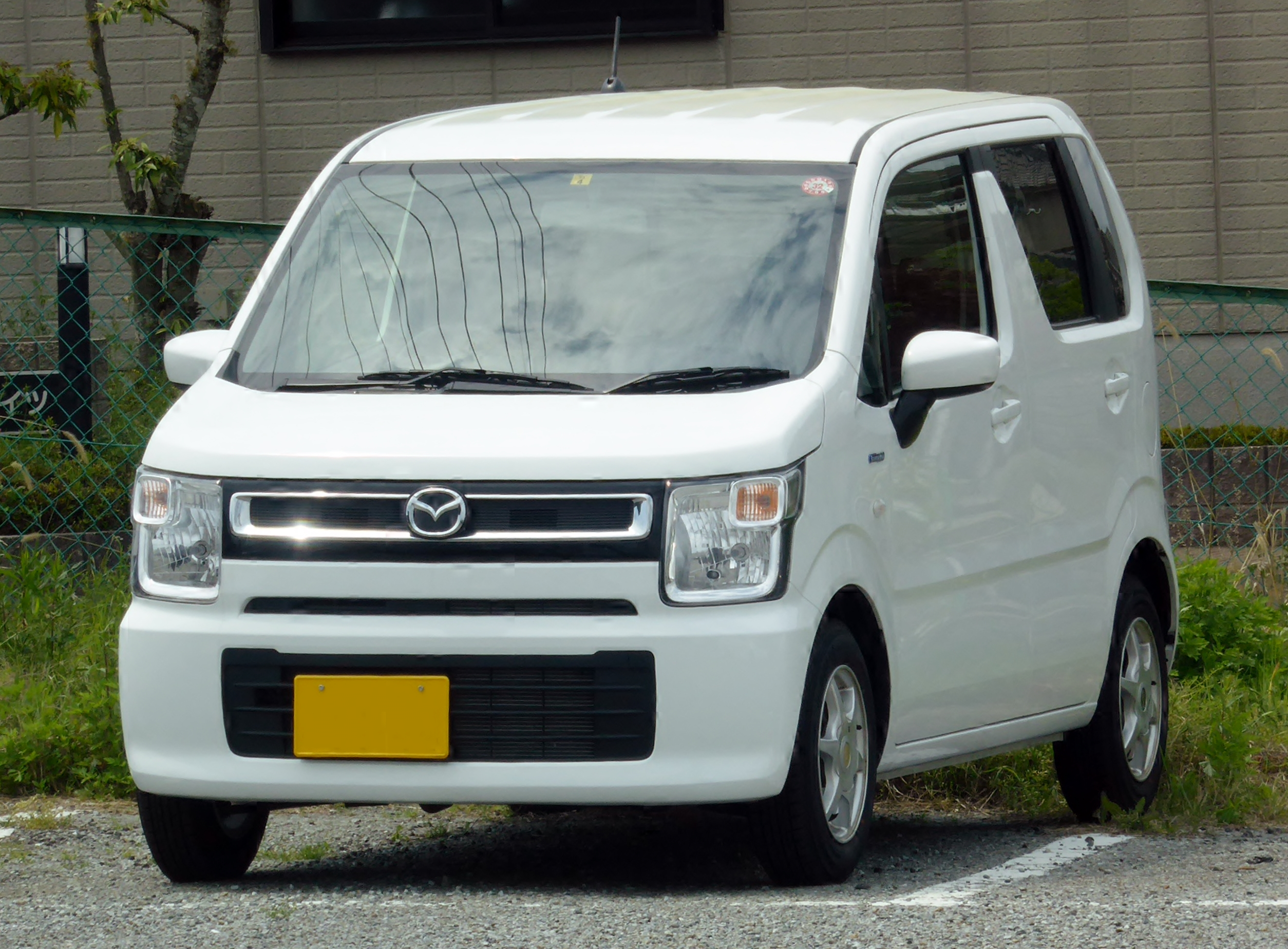
Mazda Flair